# Talsperre Koudiat Acerdoune
Die Talsperre Koudiat Acerdoune (französisch Barrage de Koudiat Acerdoune) liegt in Algerien in der Kommune Lakhdaria, Provinz Bouira. Sie staut den Oued Isser zu einem Stausee auf. Die Stadt Lakhdaria befindet sich ungefähr zwölf Kilometer nördlich der Talsperre.
Die Talsperre wurde von 2000 bis 2009 (bzw. von 2002 bis 2008) errichtet. Sie dient der Bewässerung und der Trinkwasserversorgung.

## Absperrbauwerk
Das Absperrbauwerk ist eine Gewichtsstaumauer aus Walzbeton mit einer Höhe von 120 (bzw. 121) m und einer Kronenlänge von 425 (bzw. 490, 492 oder 493) m. Die Mauerkrone liegt auf einer Höhe von 321 m über dem Meeresspiegel. Die Breite der Staumauer beträgt an der Basis 134 m und an der Krone 8 m. Für das Bauwerk wurden 1,85 Mio. m³ Beton verwendet, davon 1,5 Mio. m³ Walzbeton.
Die Staumauer verfügt sowohl über einen Grundablass als auch über eine Hochwasserentlastung. Über die Hochwasserentlastung können maximal 7.000 m³/s abgeleitet werden. Das Bemessungshochwasser liegt bei 8.600 m³/s; die Wahrscheinlichkeit für das Auftreten dieses Ereignisses wurde mit einmal in 10.000 Jahren bestimmt.
Während der Errichtung der Talsperre wurde das Wasser durch zwei Umleitungstunnel abgeleitet. Einer dieser Tunnel dient jetzt als Grundablass.

## Stausee
Bei Vollstau fasst der Stausee 400 (bzw. 640) Mio. m³ Wasser. Für die Trinkwasserversorgung werden jährlich 70 Mio. m³ Wasser verwendet, für Bewässerungszwecke 108 Mio. m³.

## Sonstiges
Die Errichtungskosten des Bauwerks werden mit 280 Mio. € angegeben.